# 若井健司
若井 健司（わかい けんじ、1959年（昭和34年）10月27日 - ）は、日本のテノール歌手。香川大学地域・産官学連携戦略室特命教授。四国二期会理事長。放送大学講師。元中国短期大学専任講師。
東京芸術大学音楽学部声楽科卒業。東京芸術大学大学院音楽研究科声楽専攻修了。香川県高松市出身。

## 経歴
香川県高松市出身。1984年（昭和59年）に東京芸術大学音楽学部声楽科を卒業。1988年（昭和63年）、同大学大学院音楽研究科声楽専攻を修了。2000年（平成12年）にミュンヘンへ文部省在外研究員としてオーストリアのグラーツ大学に留学。
東京芸大学在学中に日本テレビ「甦る第九」のソリストとしてデビューし、オーストリア・フォイツベルク市など各地で宗教曲、ミサ曲・カンタータ等のソリストとして活動。
2002年（平成14年）にブカレストフィルハーモニーによるモーツァルト「レクイエム」、2016年（平成28年）にブルガリア・スタラザゴラ歌劇場オペラガラコンサート、2018年（平成30年）と2019年（令和元年）にウクライナ・リヴィウ ヴィルトゥオーゾ音楽祭にそれぞれ出演。
またオペラでは四国二期会で、「魔笛」、「那須与一」、「ウィーン気質」、国民文化祭かがわ主催オペラ「龍神の玉」「カヴァレリア・ルスティカーナ」等で主演を務めた。オペラ「扇の的」を制作、芸術監督を務める。サンポートホール高松こけら落とし「蝙蝠」の主演とプロデュース、シェークスピアオペラ「お気に召すまま」の主演と座長を務める。2018年（平成30年）には四国で初めてオペラ海外公演（ブルガリア）を実現させ、メダルを授与される。
2001年（平成13年）に高松市文化奨励賞を受賞。2010年（平成22年）に個人では初となる香川県文化芸術選奨を受賞。2022年（令和4年）に香川県文化功労者となる。
2005年（平成17年）に香川大学教育学部の教授に就任し、これまでに中国短期大学専任講師・放送大学香川学習センター講師・四国二期会理事長・アーツフェスタ高松事業運営委員長・高松市文化芸術財団理事・中條文化振興財団理事・香川県文化芸術振興審議会委員・高松市文化奨励賞受賞者の集いの会会長・高松市創造都市推進審議会委員・高松市芸術団体協議会副理事長香川大学合唱団顧問・同声会香川副支部長・香川大学附属坂出小学校校長・附属幼稚園園長などを歴任。
2008年（平成20年）から8回続いたNew York meet Takamatsu新説落語風オペラ（ニューヨーク・シンフォニック・アンサンブル、三遊亭好楽　他出演）の演出・構成を担当し、香川の国際交流、異文化交流に貢献。瀬戸内国際芸術祭2022香川大学×瀬戸内の伝統生活文化・芸術発信プロジェクト／瀬戸内仕事歌 & 四国民話オペラ「二人奥方」の代表として企画、演出、芸術監督を務めた。
2022年（令和4年）8月にウクライナ・世界平和への祈りを込めた4日間にわたる「Souls For Peace」バレエ公演に、「第9」ソリストとして参加した。

## 受賞
- 2001年 - 高松市文化奨励賞
- 2006年 - ブルーポラリス賞洋楽歌唱部門個人優秀賞
- 2010年 - 香川県文化芸術選奨
- 2022年 - 香川県文化功労者

## 文献
- 『学校教育教員課程学生の音楽実技における実態調 校教員養成のための歌唱指導』香川大学教育実践総合研究, 2014年3月
- 『四国初オペラ「二人奥方」制作について』About the Shikoku's first Opera "Two Empresses" Production ,香川大学研究報告,2018年